# Bahnstrecke Termiz–Masar-e Scharif
| Freundschaftsbrücke: Usbekisch-afghanische Grenze |                          |                                       |                                       |
| Streckenlänge: | ca. 85 km                |                                       |                                       |
| Spurweite: | 1520 mm (Russische Spur) |                                       |                                       |
| |                          |                                       |                                       |
| \| \| \| von Turkmenabad \| \| \| \| 0 \| Termiz \| Termiz \| \| \| \| nach Tadschikistan über Uzun \| \| \| \| \| Galaba \| \| \| \| \| nach Tadschikistan über Amusang \| \| \| \| \| Amudarja Usbekistan / Afghanistan \| \| \| \| ca. 10 \| Hairatan \| Hairatan \| \| \| \| Sicherungsposten \| \| \| \| \| Sicherungsposten \| \| \| \| \| Sicherungsposten \| \| \| \| \| Jaira Tan \| \| \| \| \| Sicherungsposten \| \| \| \| \| Sicherungsposten \| \| \| \| \| Sicherungsposten \| \| \| \| \| Taza Omid \| \| \| \| \| Sicherungsposten \| \| \| \| \| Sicherungsposten \| \| \| \| \| Sicherungsposten \| \| \| \| \| Naibabat \| \| \| \| \| Sicherungsposten \| \| \| \| \| Sicherungsposten \| \| \| \| \| Sicherungsposten \| \| \| \| \| Masar-e Scharif \| \| \| \| ca. 85 \| Flughafen Masar-e Scharif (Gur-e Mar) \| Flughafen Masar-e Scharif (Gur-e Mar) \| |                          |                                       |                                       |
| Strecke |                          | von Turkmenabad                       | von Turkmenabad                       |
| Bahnhof | 0                        | Termiz                                | Termiz                                |
| Abzweig geradeaus und nach links |                          | nach Tadschikistan über Uzun          | nach Tadschikistan über Uzun          |
| Bahnhof |                          | Galaba                                | Galaba                                |
| Abzweig geradeaus und nach links |                          | nach Tadschikistan über Amusang       | nach Tadschikistan über Amusang       |
| Grenze auf Brücke über Wasserlauf |                          | Amudarja Usbekistan / Afghanistan     | Amudarja Usbekistan / Afghanistan     |
| Bahnhof | ca. 10                   | Hairatan                              | Hairatan                              |
| Blockstelle |                          | Sicherungsposten                      | Sicherungsposten                      |
| Blockstelle |                          | Sicherungsposten                      | Sicherungsposten                      |
| Blockstelle |                          | Sicherungsposten                      | Sicherungsposten                      |
| Bahnhof |                          | Jaira Tan                             | Jaira Tan                             |
| Blockstelle |                          | Sicherungsposten                      | Sicherungsposten                      |
| Blockstelle |                          | Sicherungsposten                      | Sicherungsposten                      |
| Blockstelle |                          | Sicherungsposten                      | Sicherungsposten                      |
| Bahnhof |                          | Taza Omid                             | Taza Omid                             |
| Blockstelle |                          | Sicherungsposten                      | Sicherungsposten                      |
| Blockstelle |                          | Sicherungsposten                      | Sicherungsposten                      |
| Blockstelle |                          | Sicherungsposten                      | Sicherungsposten                      |
| Bahnhof |                          | Naibabat                              | Naibabat                              |
| Blockstelle |                          | Sicherungsposten                      | Sicherungsposten                      |
| Blockstelle |                          | Sicherungsposten                      | Sicherungsposten                      |
| Blockstelle |                          | Sicherungsposten                      | Sicherungsposten                      |
| Bahnhof |                          | Masar-e Scharif                       | Masar-e Scharif                       |
| Betriebs-/Güterbahnhof Streckenende | ca. 85                   | Flughafen Masar-e Scharif (Gur-e Mar) | Flughafen Masar-e Scharif (Gur-e Mar) |

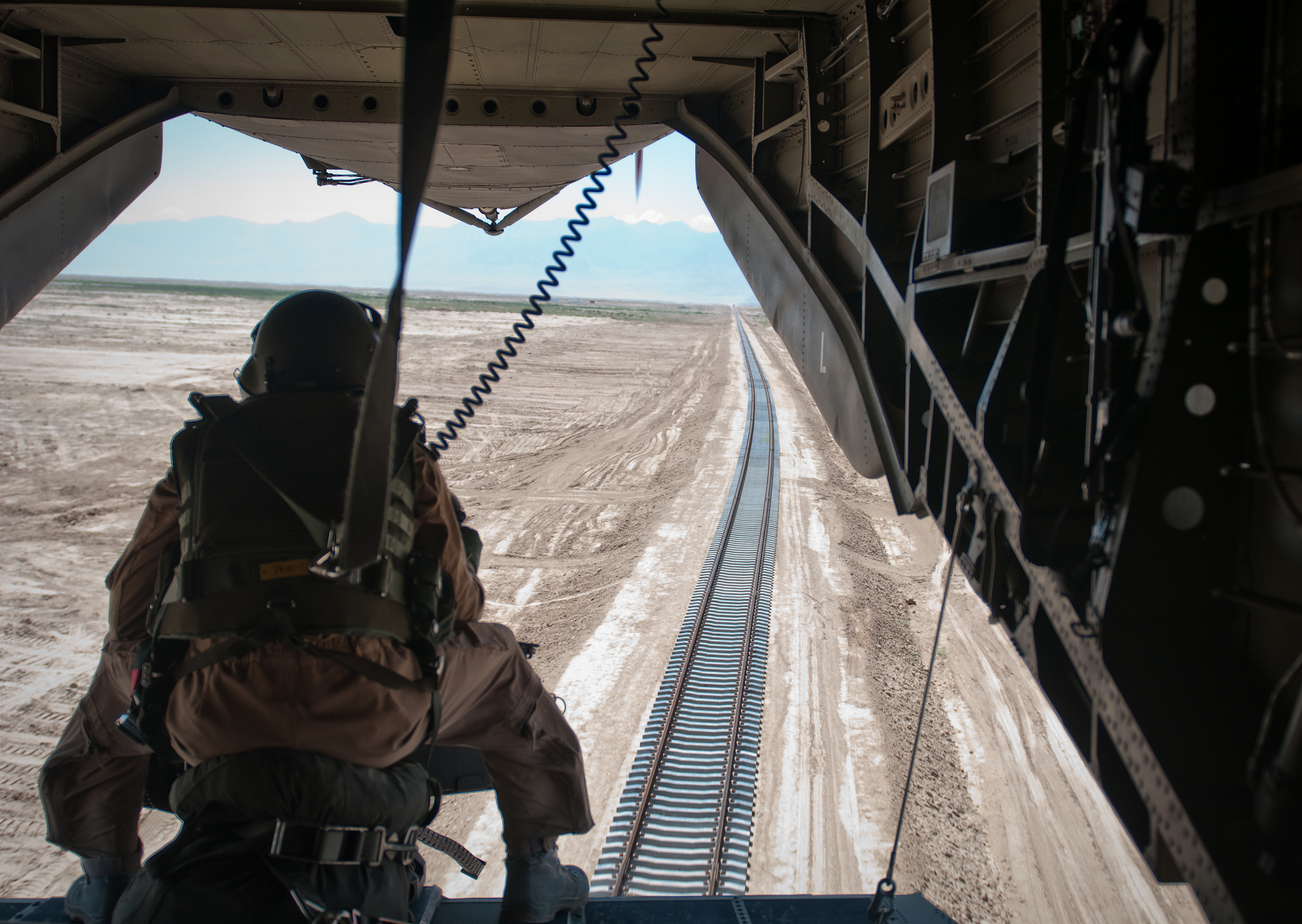
Neubaustrecke zwischen Hairatan und Masar-e Scharif

Die Bahnstrecke Termiz–Masar-e Scharif war die erste grenzüberschreitende Eisenbahnstrecke zwischen Usbekistan und Afghanistan.

## Geografische Lage
Die Strecke führt von Termiz (Usbekistan) zunächst über den Grenzfluss Amudarja und die Brücke der Freundschaft zum afghanischen Grenzbahnhof Hairatan. Nach Süden schließt sich wüstenhaftes Gebiet an. Bis Naiababad führt die Strecke in Richtung Süden entlang einer Hauptstraße und biegt dort nach Westen ab, wo der Endpunkt Gur-e Mar, 18 km östlich von Masar-e Scharif erreicht wird.

## Geschichte

### Ursprüngliche Strecke
Im Zuge des Sowjetisch-Afghanischen Krieges stellte das Fehlen einer Eisenbahnanbindung nach Afghanistan für die Streitkräfte der Sowjetunion ein erhebliches logistisches Problem dar. Um dem logistischen Defizit abzuhelfen, wurden seitens der Sowjetunion je eine Strecke von Turkmenistan und Usbekistan ein Stück über die afghanische Grenze hinweg geführt. Die Verbindung von Usbekistan war die etwa zehn Kilometer lange Strecke von Termiz nach Hairatan. Die Grenze verläuft hier im Amudarja und für den Grenzübertritt wurde die Brücke der Freundschaft zu einer kombinierten Straßen- und Eisenbahnbrücke ausgebaut, die am 12. Mai 1982 eröffnet wurde. Die Strecke wurde seitens Usbekistans aufgrund der politischen Situation 1996 geschlossen. 2001 wurde der Verkehr – zunächst für Züge mit Hilfsgütern – wieder aufgenommen.

### Verlängerung
Die Verlängerung der Strecke um 75 Kilometer vom afghanischen Grenzbahnhof Hairatan bis zum Flughafen Masar-e Scharif beruht auf einem Abkommen zwischen der Usbekischen Eisenbahn, Afghanistan und der Asian Development Bank (ADB). Die Strecke wurde von der derOʻzbekiston Temir Yoʻllari (OTY), den Usbekischen Eisenbahnen, vom bisherigen Streckenende Hairatan in 10 Monaten errichtet und Ende 2010 eröffnet. Das Projekt kostete 170 Millionen US-Dollar und wurde von der Asian Development Bank mit 165 Millionen US-Dollar finanziert, 5 Millionen US-Dollar stammen vom afghanischen Staat. Zwischen der Afghanistan Railway Austority und der OTY besteht ein Abkommen über den Betrieb der Strecke durch die OTY.

## Technische Parameter
Die eingleisige Strecke ist im Anschluss an die Gegebenheiten des ehemaligen sowjetischen Eisenbahnnetzes in Breitspur von 1520 mm ausgelegt. Ausgebaut wurde sie für eine Höchstgeschwindigkeit von 80 km/h. Sie ist im afghanischen Teil etwa 75 km lang. Alle 20 Kilometer wurde ein Kreuzungsbahnhof mit einem 1,7 Kilometer langen Ausweichgleis eingebaut und entlang der Strecke wurden 16 Sicherungsposten eingerichtet, die sowohl die schienengleichen Bahnübergänge überwachen als auch die Strecke gegen Überfälle und Sabotage militärisch sichern.

## Betrieb
Ende August 2011 erhielten die Usbekischen Eisenbahnen seitens der afghanischen Regierung eine zunächst auf drei Jahre befristete Betriebskonzession für die Strecke und nahmen damit formal den Verkehr auf. Der erste Test-Güterzug fuhr am 21. Dezember 2011. Offiziell eingeweiht wurde die Strecke am 3. Februar 2012. An diesem Tag erreichte der erste kommerzielle Güterzug Masar-e Scharif. In den drei Jahren des usbekischen Betriebs der Strecke wurde afghanisches Personal ausgebildet, um den Betrieb zu übernehmen. Heute betreibt die Strecke in dem auf afghanischem Territorium gelegenen Teil die Afghan Railway Authority (AfRA). Es verkehren ausschließlich Güterzüge.
Hinter dem Betrieb stand in erster Linie der militärische Transportbedarf durch den Afghanistankrieg. Der Bahnanschluss Afghanistans sollte die Transportkosten für militärische Güter gegenüber der Luftfracht von circa 14.000 US$ auf 300–500 US$ je Tonne senken. Dazu wurde mit Russland und anderen Transitländern vereinbart, dass die Durchfahrt entsprechender Züge aus Westeuropa ermöglicht wurde. Über den militärischen Transportbedarf hinaus versprachen sich die Beteiligten durch den Ausbau der Strecke eine intensivere Verknüpfung zwischen den Wirtschaften der mittelasiatischen Republiken und der Afghanistans. Über die Bahnstrecke kamen  2011 etwa die Hälfte aller afghanischen Importe ins Land. Im September 2016 erreichte erstmals ein Güterzug aus China den Bahnhof Hairatan. Unterhalten wird die Strecke von Sogdiana Trans, einer Tochtergesellschaft der Usbekische Eisenbahn.
Seit der Machtübernahme der Taliban 2021 ist der Verkehr unterbrochen, weil die usbekische Regierung eine Flüchtlingswelle fürchtet.

## Zukunft
Geplant ist, die Strecke sowohl östlich nach Tadschikistan (siehe: hier) als auch westlich nach Turkmenistan (siehe: hier) zu verlängern. Für eine Verlängerung Richtung Pakistan ist eine 647 km lange Strecke in Aussicht genommen, die über Samangan, Baglan, Bamiyan, Maidan Wardak, Lugar und Paktia führen soll. 2024 wurde eine Machbarkeitsstudie dafür angestrebt.